# Arganda del Rey
Arganda del Rey é um município da Espanha na província e Comunidade de Madrid. Faz parte da comarca de Alcalá de da área metropolitana de Madrid, tem 79,7 km² de área e em 2021 tinha 56 386 habitantes (densidade: 707,9 hab./km²).
A cidade é servida pela linha 9 do Metro de Madrid e pelas autoestradas A-3 e pela radial 3. O clube de futebol Agrupación Deportiva Arganda Club de Fútbol (AD Arganda) está sediado em Arganda del Rey.